# وزارة محمد توفيق نسيم باشا الثانية
وزارة محمد توفيق نسيم باشا الثانية هي الوزارة الثلاثون في مصر، صدر المرسوم الملكي بتشكيلها في 30 نوفمبر 1922.

## أعضاء الحكومة
| الوزارة               | الوزير                                                    |
| --------------------- | --------------------------------------------------------- |
| رئيس مجلس الوزراء     | محمد توفيق نسيم باشا                                      |
| وزير الداخلية         | محمد توفيق نسيم باشا (إلى جانب منصبه رئيسًا لمجلس الوزراء) |
| وزير الخارجية         | محمود فخري باشا                                           |
| وزير الحقانية         | أحمد ذو الفقار باشا                                       |
| وزير المالية          | يوسف سليمان باشا                                          |
| وزير الأشغال العمومية | إسماعيل سري باشا                                          |
| وزير الحربية والبحرية | محمود عزمي باشا                                           |
| وزير المعارف العمومية | يحيى إبراهيم باشا                                         |
| وزير الأوقاف          | محمد إبراهيم باشا                                         |
| وزير الزراعة          | أحمد علي باشا                                             |
| وزير المواصلات        | محمد توفيق رفعت باشا                                      |

## وصلات داخلية
- قائمة رؤساء مجلس وزراء مصر